# 유리카모메 도쿄 임해 신교통 임해선
도쿄 임해 신교통 임해선(일본어: 東京臨海新交通臨海線 도쿄 린카이 신코쓰 린카이센[*])은 일본 도쿄도 미나토구의 신바시역에서 고토구에 있는 도요스 역까지 잇는 무인궤도교통 시스템으로, 주식회사 유리카모메가 운영한다. 역 번호에서 사용되는 노선 기호는 이다.
개통 초기부터 애칭인 유리카모메(ゆりかもめ) 혹은 신교통 유리카모메(新交通ゆりかもめ)로 불리는 일이 많았으며, 또한 같은 도쿄 임해 부도심 지역을 통과하는 비슷한 이름의 도쿄 임해 고속 철도 린카이선과 혼돈의 여지가 있어 정식 정식 노선명은 일반적으로는 거의 사용되지 않는다. 노선명인 도쿄 임해 신교통 임해선은 운영 회사 주식회사 유리카모메가 도쿄 임해 신교통 주식회사라는 명칭일 때 지어진 것이지만, 회사의 이름이 변경된 후에도 기존 이름의 상태로 사용되고 있다.

## 노선 정보
- 노선 거리 (영업 거리): 14.7km
- 안내 궤조: 측방 안내식
- 역 수: 16
- 복선화 구간: 전 구간
- 전철화 구간: 모든 구간
- 전철화 방식: 삼상 교류 600V, 50Hz

모든 역에 반밀폐형 스크린도어가 설치돼 있다.

## 역사
- 1995년 11월 1일 - 도쿄 임해 신교통 주식회사의 '도쿄 임해 신교통 임해선'(애칭: 유리카모메) 신바시(임시) 역 ~ 아리아케 역 구간이 개업.
- 1998년 4월 1일 - 사업자인 도쿄 임해 신교통 주식회사가 '주식회사 유리카모메'로 사명을 변경.[1]
- 2001년 3월 22일 - 현재의 신바시 역 ~ 신바시(임시)역 구간이 개통. 신바시 (임시)역 폐지.
- 2002년 11월 2일 - 시오도메 역이 개업.
- 2006년 3월 27일 - 아리아케 역 ~ 도요스 역 구간이 개업. 역에 일련번호와 음성 안내 장치가 도입됨.
- 2013년 10월 8일 - 신형 차량 유리카모메 7300계통 전차의 시운전 개시.
- 2014년 1월 18일 - 7300계통 전차의 영업 운전 개시.
- 2019년 3월 16일 - 후네노 카가쿠칸 역의 명칭을 도쿄국제크루즈터미널(東京国際クルーズターミナル) 역으로, 국제전시장정문 역의 명칭을 도쿄빅사이트(東京ビッグサイト)역으로 변경.[2]

## 역 목록
| 역 번호 | 역명                 | 일어 역명                  | 접속 노선 | 역간 거리 | 누적 거리 | 소재지   | 소재지      |
| ------- | -------------------- | -------------------------- | --- | --------- | --------- | -------- | ----------- |
| U-01    | 신바시               | 新橋                       | 야마노테 선 (JY 29), 게이힌 도호쿠 선 (JK 24), 도카이도 선 (JT 02), 요코스카 선 (JO 18) 도쿄 지하철 긴자 선 (G-08), 도쿄 도 교통국 지하철 아사쿠사 선 (A-10) |           | 0.0       | 도 쿄 도 | 미 나 토 구 |
| U-02    | 시오도메             | 汐留                       | 도쿄 도 교통국 지하철 오에도 선 (E-19) | 0.4       | 0.4       | 도 쿄 도 | 미 나 토 구 |
| U-03    | 다케시바             | 竹芝                       | | 1.2       | 1.6       | 도 쿄 도 | 미 나 토 구 |
| U-04    | 히노데               | 日の出                     | 0.6 | 2.2       |           | 도 쿄 도 | 미 나 토 구 |
| U-05    | 시바우라 부두        | 芝浦ふ頭                   | 0.9 | 3.1       |           | 도 쿄 도 | 미 나 토 구 |
| U-06    | 오다이바 해변 공원   | お台場海浜公園             | 3.9 | 7.0       |           | 도 쿄 도 | 미 나 토 구 |
| U-07    | 다이바               | 台場                       | 0.8 | 7.8       |           | 도 쿄 도 | 미 나 토 구 |
| U-08    | 도쿄국제크루즈터미널 | 東京国際クルーズターミナル | 0.6 | 8.4       | 고 토 구  | 도 쿄 도 |             |
| U-09    | 텔레컴 센터          | テレコムセンター           | 0.8 | 9.2       | 고 토 구  | 도 쿄 도 |             |
| U-10    | 아오미               | 青海駅                     | 1.0 | 10.2      | 고 토 구  | 도 쿄 도 |             |
| U-11    | 도쿄빅사이트         | 東京ビッグサイト           | 1.1 | 11.3      | 고 토 구  | 도 쿄 도 |             |
| U-12    | 고쿠사이텐지조 역    | 有明                       | 도쿄 임해 고속철도 린카이 선 (고쿠사이텐지조 역, R 03) | 0.7       | 고 토 구  | 도 쿄 도 | 12.0        |
| U-13    | 아리아케 테니스의 숲 | 有明テニスの森             | | 0.7       | 고 토 구  | 도 쿄 도 | 12.7        |
| U-14    | 시장앞               | 市場前                     | 0.8 | 13.5      | 고 토 구  | 도 쿄 도 |             |
| U-15    | 신토요스             | 新豊洲                     | 0.5 | 14.0      | 고 토 구  | 도 쿄 도 |             |
| U-16    | 도요스               | 豊洲                       | 도쿄 지하철 유라쿠초 선 (Y-22) | 0.7       | 고 토 구  | 도 쿄 도 | 14.7        |

## 같이 보기
- 신교통 시스템